# سستو سان جوفاني
سستو سان جوفانـّي (بالإيطالية Sesto San Giovanni) مدينة إيطالية سكانها 83.815 حوالي نسمة.
تقع ضمن مقاطعة ميلانو في إقليم لومبارديا شمالي ميلانو.
نمت بشكل واضح خلال نهايات القرن التاسع عشر وبدايات القرن العشرين، حيث زاد عدد سكانها من 5,000 سنة 1880 إلى 14,000 سنة 1911، وأصبحت مركز لعدة شركات صناعية.
بعد الحرب العالمية الثانية قفز عدد سكانها إلى أن بلغ 95,000 سنة 1981 بفعل الهجرات من الجنوب الإيطالي.
عانت المدينة أزمات اقتصادية خلال التسعينات مما أدى إغلاق كل مكاتب الشركات العريقة.
ثم استعادت المدينة عافيتها الاقتصادية من خلال إنتاج الفولاذ.
البطالة منخفضة لأن العديد من الشركات الكبرى فتحت مكاتبها هناك حيث أنها تعتبر ملاصقة لمدينة ميلانو.

## السكان
في سنة 1861 بلغ عدد السكان 4٬716 نسمة، وتطور العدد ليصل في سنة 2013 لـ 76٬514 نسمة.
يظهر هذا المخطط البياني تطور النمو السكاني لـ سستو سان جوفاني

## توأمة
لسستو سان جوفاني اتفاقيات توأمة مع كل من:
- تيرليتسي
- سان دوني
- Langenstein, Austria [الإنجليزية]‏
- زلين
- غورازده
- غويانيا
- كامبيناس
- سانت أندري

## أعلام
- ستيفانو ايغوتي
- جيوفاني بيانكي
- أنيس عمري
- ماتيو لومباردو
- دافيد دي مولفيتا
- جينو سترادا
- ماريو فونتانا